# Таня Михайлова
Татяна Михайлова, известна като Таня, е естонска певица, етническа рускиня.
Родена е в Калининград, но живее в Естония от малка. В професионалната си кариера е била член на няколко групи, като е участвала и в няколко мюзикъла. Тя е естонският представител на песенния конкурс „Евровизия 2014“.

## Музикална кариера
Започва да пее от ранна възраст. Участва в многобройни концерти и фестивали в Естония, Русия и Украйна. През 1998 година печели конкурса „Утренняя звезда“ в Латвия. Четири години по-късно участва във Fizz superstar – балтийски песенен конкурс.
Играе главни роли в мюзикълите „Слава“ (Кармен Диаз), „Целувката на жената-паяк“ (Жената-паяк) и „Кабаре“ (Сали Боулс).

### Найтлайт ДуоиДжей Зи Бел
През 2001 година, с помощта на естонския продуцент Свен Льомус и заедно с естонската певица Ли Лумисте, е сформирано техно дуото „Найтлайт Дуо“. Издават два албума: „Jäljed liival“ (Следи в пясъка) и Miks ma ei suuda su maailma muuta („Защо не мога да променя света ти“). Първият печели награда за най-добър албум на 2002 година (Aasta uustulnuk 2002).
„Найтлайт Дуо“ участват двукратно на естонската селекция за „Евровизия“. През 2002 година песента им Another Country Song заема второ място, а на следващата година песента I can b the 1 става четвърта. И двете песни са написани и продуцирани от Свен Льомус.
Групата се разпада през 2004 година поради бременността на Лумисте. Таня продължава музикалната си кариера. През 2005 година създава групата „Джей Зи Бел“ заедно с продуцента и композитор Тимо Венд.

### Други групи и участия
Приключила след известно време с проекта си „Джей Зи Бел“, Таня се присъединява към групата „Съндей Мууд“ на Тимо Венд и канадския китарист Алекс Федеричи през 2007 година. Издават албум на английски през 2009 година, чието име е Something more. Той се радва на голям успех в балтийските страни.
Участва в представлението Queen: The doors of Time в естонския театър „Ванемуйне“ заедно с артиста от Бродуей Тони Винсънт и естонския певец Ролф Роосалу.
Участва и в няколко телевизионни конкурса, сред които Laulud tähtedega (естонската версия на Just the two of us, 2011 година), където е подгласник, и Laulupealinn (есента същата година, отново втора).

### Евровизия
Таня участва в естонската национална селекция с песента си Amazing, която впоследствие печели. Излиза на първия полуфинал на „Евровизия 2014“, който се провежда на 6 май 2014 година.